# Величко Величков (състезател спортна стрелба)
Величко Величков е български състезател по спортна стрелба. Носител на сребърен олимпийски медал от Олимпийските игри в Токио през 1964 г. в стрелба с пушка 50 м от три положения. Това е първият олимпийски медал за България в спортната стрелба.

## Биография
Роден на 10 април 1934 г. в Плевен. Умира на 27 октомври 1982 г.